# Giovanni Antonio Astorch
Giovanni Antonio Astorch ou Giovanni Antonio Astorco (falecido em 1567) foi um prelado católico romano que serviu como bispo de Lettere-Gragnano (1565–1567).

## Biografia
A 7 de novembro de 1565, Giovanni Antonio Astorch foi nomeado durante o papado de Pio IV como Bispo de Lettere-Gragnano, onde serviu como bispo até à sua morte em 1567. Enquanto bispo, foi o principal co-consagrador de Felice Peretti Montalto, Bispo de Sant'Agata de' Goti (1567).